# Opname van de gemeente
De opname van de gemeente is het christelijke leerstuk dat Jezus Christus gelovigen in een oogwenk opneemt in de hemel, voordat de plagen van het eind van de wereld hen treffen. Deze doctrine wordt niet aangehangen door de grote kerkgenootschappen, zoals katholieke, protestantse en orthodoxe, maar is vooral populair onder evangelische christenen en werd pas vanaf de 19e eeuw breed verspreid als onderdeel van de verwachting van een Duizendjarig vrederijk, eveneens een niet-klassieke leerstelling.

## Nieuwe Testament

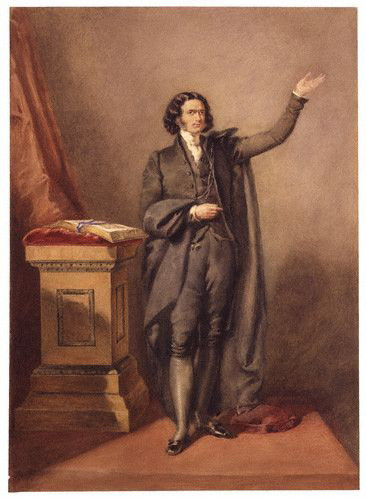
Edward Irving

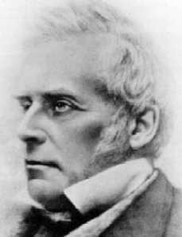
John Nelson Darby

In de brieven van Paulus in het Nieuwe Testament van de Bijbel staan uitspraken die aan de basis liggen voor het concept van de opname van de gemeente. Zo schreef hij: "Wanneer het signaal gegeven wordt, de aartsengel zijn stem verheft en de bazuin van God weerklinkt, zal de Heer zelf uit de hemel neerdalen. Dan zullen eerst de doden die Christus toebehoren opstaan, en daarna zullen wij, die nog in leven zijn, samen met hen op de wolken worden weggevoerd en gaan we in de lucht de Heer tegemoet. Dan zullen we altijd bij Hem zijn" (1 Tessalonicenzen 4:16-17). En in een andere brief schreef hij: "Ik zal u een goddelijk geheim onthullen: wij zullen niet allemaal eerst sterven – toch zullen wij allemaal veranderd worden, in een ondeelbaar ogenblik, in een oogwenk, wanneer de bazuin het einde inluidt. Wanneer de bazuin weerklinkt, zullen de doden worden opgewekt met een onvergankelijk lichaam en zullen ook wij veranderen" (1 Korintiërs 15:51-52).
Paulus schreef ook dat men het precieze tijdstip van de wederkomst niet kunnen weten en dat Hij zal komen als een dief in de nacht, maar niet voor de mensen die Hem verwachten (1 Tessalonicenzen 5:2-9). Jezus gaf aan welke tekenen er zullen komen zodat de gelovigen kunnen zien dat Hij komt: "Dan zal het teken van de Mensenzoon verschijnen aan de hemel, en alle volken op aarde zullen zich van ontzetting op de borst slaan als ze de Mensenzoon zien komen op de wolken van de hemel, bekleed met macht en grote luister. Dan zal Hij zijn engelen uitzenden, en onder luid bazuingeschal zullen zij zijn uitverkorenen uit de vier windstreken bijeenbrengen, van het ene uiteinde van de hemelkoepel tot het andere" (Matteüs 24:30-31).
Over de interpretatie van deze teksten bestaat verschil van mening. Tot de 17e eeuw en nog steeds in de grote kerkgenootschappen, worden deze teksten anders uitgelegd en blijkt er geen 'opname van de gemeente' in de eindtijd uit.

## Geschiedenis

### Ontstaan van de leer
Tot de 17e eeuw is het geloof in de opname van de gemeente waarschijnlijk afwezig. Dan wordt door de Amerikaanse puriteinen Increase Mather (1639-1723) en zijn zoon Cotton Mather (1663-1728) het geloof in een opname verbonden met het premillenialisme. Zij geloofden, dat de gelovigen zouden worden opgenomen, waarna oordelen de aarde zouden treffen, waarna het Duizendjarig rijk zou aanbreken. De Engelse term rapture, meestal vertaald met opname, is afkomstig van Philip Doddridge en John Gill in hun commentaren op het Nieuwe Testament.
In 1788 wordt door de baptist Morgan Edwards uitgesproken dat de opname vóór de plagen, de verdrukking, plaatsvindt. In 1811, tien jaar na de dood van de schrijver, verschijnt een Spaans boek, geschreven door de Rooms-Katholieke priester Emmanuel Lacunz, over de opname.
In 1827 wordt dit boek door de Schotse predikant Edward Irving (1792-1834) in het Engels vertaald. Nadat hij van anderen het idee had aangenomen dat met de antichrist één bepaalde man bedoeld werd, deed Irving een tweede stap: Hij concludeerde dat Jezus in twee fasen zou terugkomen, de eerste maal voordat de antichrist zou opstaan. Vaak wordt de populariteit van opname vóór de grote verdrukking toegeschreven aan de toen 15-jarige Margaret MacDonald, een volgelinge van Edward Irving. Zij had in 1830 een visioen over het einde der tijden, waarin de opname echter pas na de grote verdrukking plaatsvindt. Het werd in 1840 gepubliceerd en in 1861 weer, maar in die editie werd de gemeente al opgenomen voor de grote verdrukking.
John Nelson Darby (1800-1882), die wel wordt beschouwd als de grondlegger van de bedelingenleer, stelde een komst van Christus voor voordat de antichrist zou komen en maakte dit leerstuk populair. De Broederbeweging, zoals de Plymouth brethren (in Nederland: Vergadering van gelovigen), waarvan hij een grondlegger was, nam dit van hem over. De geschriften van deze beweging hadden vooral in de Verenigde Staten veel invloed. In Nederland had Johannes de Heer (1866-1961), behalve door zijn zangbundel, veel invloed via het blad Het Zoeklicht, dat nog steeds bestaat en dezelfde visie verkondigt.
Ook uit Amerika is er een onmiskenbare invloed op de wederkomstvisie van evangelische christenen. In de jaren zeventig verschenen de boeken van Hal Lindsey die behalve in de VS ook in Nederland bestsellers werden. Ook de romanserie Left Behind van Tim Lahaye en Jerry B. Jenkins werd in de jaren negentig goed verkocht.

### Hedendaagse aanhangers
Tegenwoordig wordt de leer van de opname vooral aangehangen in evangelische en charismatische kringen, in de Vergadering van gelovigen en bij de baptisten. Veel traditionele katholieken en protestanten interpreteren 1 Tessalonicenzen 4:16-17 letterlijk: ze beweren dat de opname onmiddellijk gevolgd wordt door de algemene opstanding op de oordeelsdag. Dan zullen de levenden en de zojuist opgestane doden Christus ontmoeten als hij vanuit de hemel komt om de aarde te oordelen. Zij zien de opname als een detail in het licht van de tweede komst van Christus. De oosters-orthodoxe kerken accepteert de leer van de afzonderlijke opname niet, omdat zoiets nooit door hun bisschoppen is onderwezen.

## Scenario
Het verhaal dat in deze leer geschetst wordt kan in verschillende achtereenvolgende gebeurtenissen verdeeld worden:

### Tekenen
Hij schreef ook dat men het precieze tijdstip van de wederkomst niet kunnen weten en dat Hij zal komen als een dief in de nacht, maar niet voor de mensen die Hem verwachten (1 Tessalonicenzen 5:2-9). In deze Bijbeluitleg neemt men de gebeurtenissen die Jezus in Matteüs 24 voorspelt, als tekenen van zijn naderende terugkomst: Er treden christelijke valse profeten op. Berichten over oorlogen en hongersnoden. Christenen zullen vervolgd worden. Veel mensen vallen van hun geloof af. Toenemende wetteloosheid. De liefde zal verkoelen. Jezus komt echter pas terug als het evangelie over de hele wereld is verspreid. Met het teken van de "bloeiende vijgenboom" (Matteüs 24:32-33) wordt volgens velen Israël bedoeld. Aanhangers van de hier beschreven leer, voorspelden al in de 19e eeuw het herstel van Israël. 

### Grote verdrukking
De antichrist heeft vrij spel om de gelovigen te vervolgen: "het zal een tijd van grote verdrukking zijn zoals er sinds het begin van Gods schepping nooit geweest is en ook nooit meer zal komen. En als de Heer die tijd niet had verkort, zou geen enkel mens worden gered; maar omwille van de uitverkorenen, die Hij tot de zijnen heeft gemaakt, heeft Hij die tijd verkort" (Marcus 13:19-20; Matteüs 24:21). "[E]r [zullen] tekenen zijn aan de zon en de maan en de sterren, en op aarde zullen de volken sidderen van angst voor het gebulder en het geweld van de zee; de mensen zullen bezwijken van angst om wat er met de wereld zal gebeuren, want de hemelse machten zullen wankelen. Maar dan zullen ze op een wolk de Mensenzoon zien komen, bekleed met macht en grote luister. Wanneer dat alles staat te gebeuren, richt je dan op en hef je hoofd, want jullie verlossing is nabij!’" (Lucas 21:25-28).

### Opname
"Dan zal het teken van de Mensenzoon verschijnen aan de hemel, en alle volken op aarde zullen zich van ontzetting op de borst slaan als ze de Mensenzoon zien komen op de wolken van de hemel, bekleed met macht en grote luister. Dan zal Hij zijn engelen uitzenden, en onder luid bazuingeschal zullen zij zijn uitverkorenen uit de vier windstreken bijeenbrengen, van het ene uiteinde van de hemelkoepel tot het andere" (Matteüs 24:30-31).
Daarna vindt de opname plaats: "Wanneer het signaal gegeven wordt, de aartsengel zijn stem verheft en de bazuin van God weerklinkt, zal de Heer zelf uit de hemel neerdalen. Dan zullen eerst de doden die Christus toebehoren opstaan, en daarna zullen wij, die nog in leven zijn, samen met hen op de wolken worden weggevoerd en gaan we in de lucht de Heer tegemoet. Dan zullen we altijd bij Hem zijn" (1 Tessalonicenzen 4:16-17; vergelijk 1 Korintiërs 15:51-52).

### Duizendjarige rijk
Jezus regeert vervolgens duizend jaar op een paradijselijke aarde. Hier speelt het volk Israël een grootse rol. Mensen met deze visie betrekken de Oudtestamentische profetieën over het herstel van Israël op het aardse Israël.

### Laatste oordeel
Ten slotte wordt de duivel nog een keer losgelaten en ontketent opnieuw een oorlog. Hij wordt definitief verslagen. De doden staan op, de boeken gaan open en de volkeren worden geoordeeld. Er is een nieuwe hemel en een nieuwe aarde.

Visies op de Grote verdrukking

### Volgorde
Wanneer men ervan uitgaat dat er geen duizendjarig rijk zal zijn (amillennialisme) of dat het al geweest is (postmillennialisme), of men gaat ervan uit dat de gemeente pas na de grote verdrukking wordt opgenomen (posttribulanisme) maakt het geen verschil wanneer de opname plaatsvindt. Vanuit al deze gezichtspunten valt de opname samen met de definitieve wederkomst van Christus.
Binnen het premillennialisme is de pre-Tribulationistische positie, die we boven hebben beschreven, de overheersende visie, die de opname scheidt van de wederkomst. Er zijn nog twee minderheidsposities binnen het premillenialisme die er wel toe doen, de gedachte dat de opname midden in de grote verdrukking valt (het mid-tribulationistische standpunt) en het standpunt dat er maar een gedeelte wordt opgenomen.

## Kritiek
De grote christelijke kerkgenootschappen onderschrijven niet de leer van de opname van de gemeente. Hun kritiek is o.a. als volgt:
- Deze doctrine wordt niet uitgedrukt in de Bijbel en de bijbelteksten die door voorstanders worden aangehaald, zijn daarvoor altijd (en nog steeds door tegenstanders) anders uitgelegd. Een voorbeeld hiervan is dat in 1 Tessalonicenzen wel sprake is van een 'opname', maar daarmee wordt volgens tegenstanders van de doctrine bedoeld, dat de gelovigen de komende Christus verwelkomen en 'binnenhalen' op aarde (er wordt hetzelfde woord gebruikt als voor het binnenhalen van een generaal in een stad na een overwinning).[14]
- Deze doctrine is pas zeer laat in de kerkgeschiedenis ontwikkeld.[15] In overeenstemming met de kerkelijke traditie is de 'opname van de gemeente' dus te beschouwen als een gebeuren op de jongste dag, vlak voor het laatste oordeel.
- Het gevolg van de opname is dat christenen de vervolging ontlopen: het verwijt van escapisme.
- Sommige evangelische christenen zijn niet meer gemotiveerd om bijvoorbeeld voor het milieu te zorgen.